# Claudia Lehmann
Pour les articles homonymes, voir Lehmann.
Claudia Lehmann née le 23 avril 1973, est une coureuse cycliste allemande.

## Palmarès

### Palmarès par années
- 1993
  -  Championne d'Allemagne sur route
  - 3e de l'Internationale Thüringen Rundfahrt der Frauen
  - 4e du championnat du monde de contre-la-montre par équipes
- 1994
  - Tour de Sicile
    - Classement général
    - 1 étape

  - 2e du championnat d'Allemagne sur route
  - 6e du championnat du monde de contre-la-montre par équipes